# 郝天挺 (元朝)
郝天挺（1247年—1313年），字繼先，号新斋、又号新庵，元朝散曲作家，元武宗时中书左丞。原出于蒙古朵鲁别族，自金朝就定居安肃州（今河北省徐水县），以父亲葬三原而定居于此。

## 生平
郝天挺早年师从元好问，《元史》说他“英爽刚直”。后被元世祖忽必烈召见，受到赏识，以勋臣之子，召备宿卫。任为云南行省参政，擢升为陕西汉中道廉访使，元成宗大德七年（1303年），奉使宣抚河南江北。后来担任江浙行省左丞。大德十一年（1307年），元武宗即位。以其拥戴之功，任命他入朝为吏部尚书，拜中书左丞。至大四年（1311年）元仁宗即位，召各位老臣议政，他请求革除尚书省。出任江西行省右丞、河南行省右丞。皇庆二年（1313年），担任御史中丞。上疏论时政，提出奖农养士等七条建议，后来出为河南行省平章政事，去世后谥号文定。编成《云南实录》五卷，为元好问的《唐诗鼓吹集》注释十卷。

## 家族
郝天挺是将门之后，其父郝和尚拔都（和上拔都鲁），幼为蒙古兵所掠，通蒙古语，在元太宗、元宪宗之世攻金朝、宋朝有功，担任河东行省五路军民万户。
其子郝佑。

## 延伸阅读
[在维基数据编辑]
 《元史/卷174》，出自宋濂《元史》